# Гоменюк Микола Григорович
Гоменюк Микола Григорович (23 січня 1950, с. Новоселиця, Житомирська область — 13.06.2003, Київ) — український журналіст. Заслужений журналіст України (2001).

## Життєпис
Гоменюк Микола Григорович народився 23 січня 1950 в с.Новоселиця (Попільнянська селищна громада) тоді Попільнянського району Житомирської області.
1977 — закінчив факультет журналістики Київського державного університету імені Т.Шевченка, Захоплювався садівництвом, посадив сад.
Учасник ліквідації наслідків катастрофи на ЧАЕС.
Помер в червні 2003 р. і похований на Південному кладовищі Києва.

### Родина
Батько — Григорій Григорович, мати — Ганна Тодосіївна. Брати: Володимир і Григорій, сестра Катерина.
Дружина — Оксана Іванівна, син Максим.

## Творча діяльність
З липня 1977 року — кореспондент, з березня 1978 — завідувач відділу газети «Молода гвардія». Працював в газеті «Радянська освіта».
З липня 1982 — відповідальний секретар, з червня 1986 — заступник головного редактора, головний редактор (з червня 1992 по березень 2002 року) газети «Говорить і показує Україна». В кінці березня 2002 р. смертельно хворий (через Чорнобиль) написав заяву з проханням про звільнення від обов'язків головного редактора, хоча трудовий колектив редакції не хотів цього робити…
Автор сотні статей в періодиці України, ексклюзивних матеріалів про чорнобильську катастрофу.

### Друковані твори
- М.Гоменюк. Наше телебачення приїхало!.// Открытая зона: Вспоминают журналисты-участники ликвидации последствий чернобыльской катастрофы. /Сост. Засєда І. І.. — К.: КМЦ "Поэзия,1998,114 с.: ил., с.60-63. ISBN 966-7116-07-7

## Громадська діяльність
1978 — член Спілки журналістів України.

## Нагороди і відзнаки
- січень 2000 — Почесна грамота Кабінету Міністрів України[2].

- квітень 2001 — Заслужений журналіст України[3]